# 鄭南榕
鄭南榕（1947年9月12日—1989年4月7日），臺灣社會運動倡議者、時事評論者，也是臺灣政治雜誌出版者及持不同政見者，主張爭取全面言論自由、支持臺灣民主化且致力推動臺灣獨立運動。鄭南榕的父親鄭木森為台灣日治時期來臺的福州人，鄭南榕與客家籍妻子葉菊蘭定居臺北市，育有一女鄭竹梅。1981年鄭南榕成為自由作家，開始接觸政治議題，並為黨外運動雜誌撰寫文章。
1984年，中華民國仍處於動員戡亂時期軍事戒嚴，鄭南榕與友人創辦了黨外運動雜誌《自由時代周刊》，大力批評時政，獲得不少社會民眾迴響。之後鄭南榕更以雜誌社為基地，多次發起要求民主化改革的活動，逐漸成為黨外運動的重要人物。而在解除戒嚴後，鄭南榕仍反對當時中國國民黨（簡稱國民黨）一黨獨大政府對於自由思想訴求的壓制，並且多次公開表示支持臺灣獨立運動。1988年，鄭南榕更進一步在雜誌上刊登了許世楷的《台灣共和國憲法草案》。
1989年，鄭南榕被控涉嫌叛亂遭法院傳喚，但他拒絕被警方拘捕。鄭南榕認為臺灣獨立的主張也是《中華民國憲法》保障人民言論自由的一部分，並表示「國民黨不能逮捕到我，只能夠抓到我的屍體。」隨後將自己關在《自由時代周刊》雜誌社內，並準備汽油，彰顯抵抗意圖；是年4月7日清晨，由時任中山警分局刑事組長侯友宜帶隊，強行向雜誌社發動破門攻堅行動時，不願被逮捕的鄭南榕於總編輯室點燃汽油，自焚身亡，終年41歲。
其自焚事件立刻引起迴響，另一名類似主張者詹益樺在鄭南榕出殯期間，於介壽館（今總統府）前自焚身亡，這在一定程度上也對當年度舉辦的地方公職人員選舉有所影響。鄭南榕引火自焚的舉動，讓他被許多人，包含支持臺灣獨立運動者在內，稱為「言論自由殉道者」、「臺灣建國烈士」或者是「臺灣獨立建國之父」等。鄭南榕之妻葉菊蘭後來繼續從政，並擔任過中華民國交通部部長、客家委員會主委和行政院副院長。2016年12月，行政院核定鄭南榕逝世日為「言論自由日」，以紀念鄭南榕捨身捍衛言論自由，並希望讓民眾瞭解言論自由的意義與價值。

## 早年

### 家庭背景

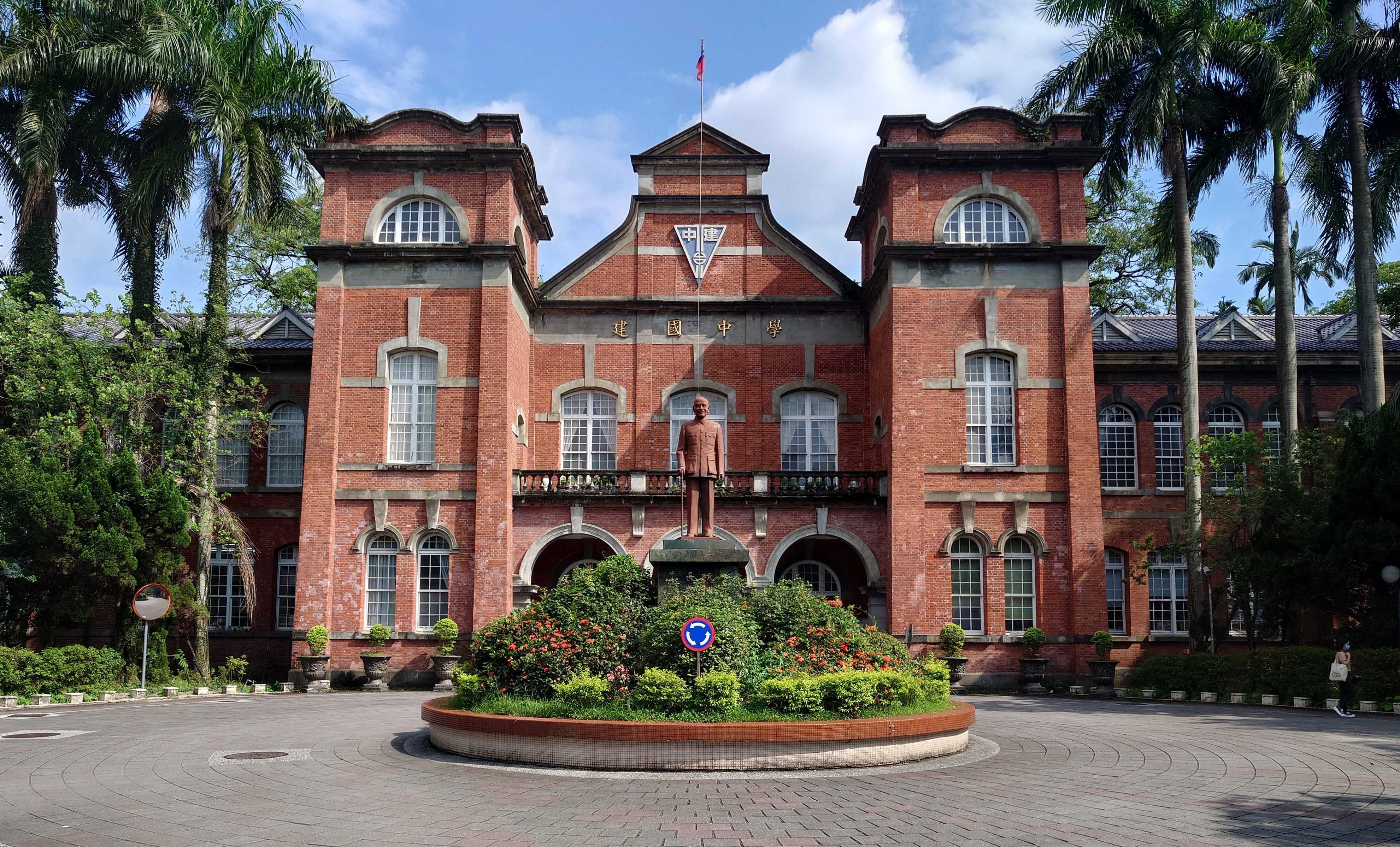
鄭南榕高中時期就讀臺灣省立臺北建國中學，即今臺北市立建國高級中學

鄭南榕的父親鄭木森出生福建省福州市，由於父母雙亡，1934年自中國大陸抵達臺灣投靠親戚，當時鄭木森年僅13歲，且正值台灣日治時期晚期。雖然福州人在臺灣有群居的習慣，但鄭木森相當融入閩南人社會。鄭母謝惠琛居於臺北州基隆郡，為閩南裔。也因此作為外省人的鄭木森在臺北市與謝惠琛結婚時，遭謝惠琛親屬強烈反對。二二八事件發生時，鄭南榕一家也受到父親為外省人的影響，透過鄰居保護才避免部分激進份子騷擾、攻擊。
局勢穩定後，鄭木森在中興紙廠擔任主要幹部的福州市鄉親介紹下，帶領一家遷居至宜蘭縣羅東鎮。1947年9月12日，鄭南榕於臺灣省臺北市城中區漢口街出生，當地多為閩南人，故鄭南榕以臺語為母語。鄭木森夫妻兩人在中興紙廠福利社開設理容美髮院維生，儘管收費較外面便宜，不過由於紙廠本身能提供穩定的客源以及免費的宿舍，使得居住在此的鄭南榕一家生活並不匱乏。之後鄭南榕的弟弟鄭國飛、鄭肇基和鄭清華也接繼出生，4人便在中興紙廠宿舍區內居住著。
鄭南榕在小學開始第1天，便因省籍被同學嘲笑而打架。轉學之後，鄭南榕和弟弟都自認為本省人，且聯合本省人陣營和其他外省人打架。儘管鄭南榕常跟其他孩子一同遊玩，但是在小學成績部分也保持優秀的成績，甚至選上由小學模擬舉辦的縣長選舉。鄭南榕先是第一名的成績考上第一志願臺灣省立宜蘭中學初中部，3年後更前往臺北市並且同時考上台灣省立臺北建國中學高中部和臺灣省立臺北工業專科學校。儘管鄭南榕的父親原本希望兒子就讀5年就能夠畢業的臺北工業專科學校，不過對於升學有著強烈主見的鄭南榕則表明要就讀建國中學。

### 大學生涯

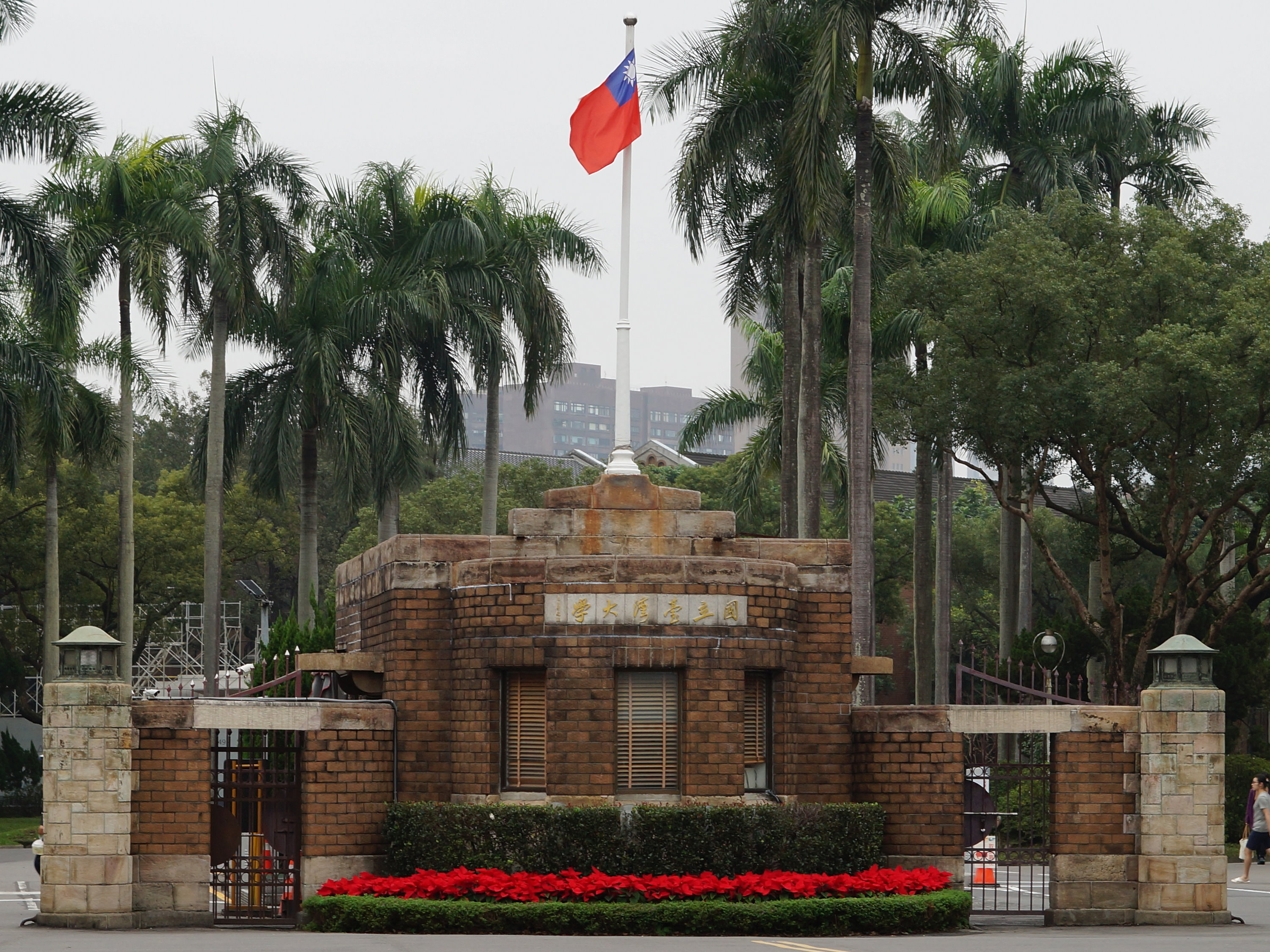
鄭南榕大學時期曾就讀國立臺灣大學但並未畢業

父親經商時為人作保失利而使得家中經濟受到影響，高中畢業後的鄭南榕認為身為長子的他必須協助家中經濟條件得以改善，並且讓弟弟能夠繼續獲得教育。為此鄭南榕考取大學聯考並選填志願時放棄較為喜愛的文科，而選擇較多職業選擇、位於臺南市的臺灣省立成功大學工程科學系就讀。但是學習1年後，發現對於工程科學系沒有興趣的他決定辦理休學，重新投入考試，而進入輔仁大學哲學系就讀。1968年時，大學二年級的鄭南榕轉學到國立臺灣大學哲學系就讀。
鄭南榕本來希望能成為哲學家或哲學系教授，但在殷海光被禁止教書、李敖和邱延亮遭到逮捕、《自由中國》被查禁等事件發生後，使得鄭南榕放棄該想法。在就讀台大哲學系時，鄭南榕閱讀胡適、殷海光、李敖等自由派思想家的著作，大學二年級時更每週拜訪當時遭軟禁監視的殷海光。鄭南榕當時關心思想問題，主要研讀邏輯、並對古典自由主義有所研究。
鄭南榕之後稱呼自己為「行動思想家」，但是也提到：「我是個一流主義者，對人生的不清不楚，深覺痛苦。」儘管這時鄭南榕對於政治並不敏感，不過他認為中國歷史的發展無法產生出自由民主的社會，因此主張臺灣應該獨立以保住優點。由於堅持不選修當時中國國民黨所要求的必修課程國父思想，使得他未能取得臺灣大學的畢業證書。

### 建立家庭
由於成功大學的同學委託轉學至輔仁大學的鄭南榕寄信，使得他有機會結識出身於苗栗縣銅鑼鄉、當時一同就讀輔大哲學系的葉菊蘭。在新生訓練就被吸引的鄭南榕回到家便馬上讓父母知道此事，並且開始熱烈追求葉菊蘭。除了每天寄信給葉菊蘭表示愛以外，還要求自己的弟弟跟葉菊蘭結識，甚至在校園布告欄上公開兩人戀情以阻止其他追求者。在鄭南榕轉學至國立臺灣大學後，葉菊蘭轉入輔大法律系，仍維持兩人的交往關係。葉菊蘭的父親葉睦宗基於族群因素，強力反對身為客家人的葉菊蘭和外省籍的鄭南榕交往，並且在葉菊蘭畢業後馬上將其帶至苗栗縣教書。
當時在臺中服兵役的鄭南榕先是到葉菊蘭家中，但是馬上遭到葉睦宗趕走。之後鄭南榕以寄信、托信乃至於電報的方式向葉菊蘭傳達訊息，這使得葉睦宗感到十分生氣卻又難以阻攔兩人交往。之後葉菊蘭先是欺騙父親要和員工郊遊，1972年2月時與鄭南榕到臺北市法院公證結婚。同年10月鄭南榕在自預備軍官退伍後，與葉菊蘭共同在臺北市生活，並且一直結婚1年後才獲得家人的承認。
之後葉菊蘭在親自寄信給東海廣告公司總經理徐達光，在突破性別限制後成功進入東海廣告公司工作，並且短短幾年內從業務企劃晉升至處長一職。儘管妻子葉菊蘭很快便在東海廣告公司獲得穩定的工作，然而具有才華的鄭南榕出了社會後並不順利。他先是在紡織公司做外銷業務，還曾經具有遠見地向外推銷過太陽能熱水器。之後他和朋友合作共同創業，進口包括來自瑞士的喉糖利口樂等保健食品。他也曾經嘗試擔任文具、書刊的經銷商等工作，並且計畫透過連鎖方式於臺灣各地書城和商城販售。但是由於種種的商業嘗試失敗使得他放棄創業，工作不順利的鄭南榕遲遲無法找到自己的定位。

## 活動

### 創辦雜誌
在1979年的美麗島事件以及後來的林宅血案發生後，1981年開始，34歲的鄭南榕轉而以自由作家的身分為當時的《深耕》、《政治家》等黨外運動雜誌撰稿，開始思索有關臺灣前途等問題。同時他也經常前往立法院旁聽，藉此學習政治發展、新聞評論和報導寫作的方法。而面對當時黨外運動雜誌在出版後就會被臺灣警備總司令部查禁而使得內容遭到封鎖，1984年3月鄭南榕開始計畫自行創辦黨外運動雜誌以挑戰當時政治禁忌，對此他提到：「像我這種思想訓練深厚的人，辦雜誌是實踐信仰最適當的方式。」
之後他開始到處收集大學畢業證書並向行政院新聞局登記為發行人，最後他一共在創辦雜誌前就申請了18張雜誌執照。其中鄭南榕計畫以便於當政府下令停刊時，雜誌社仍然能夠以類似名稱的申請執照繼續發行新的刊物。之後分別由鄭南榕擔任創辦人、李敖擔任總監、陳水扁擔任社長以及林世煜擔任發行人，於3月12日時共同創辦了黨外雜誌《自由時代周刊》。其中雜誌社口號訂為「爭取百分之百的自由」，並且試圖鼓吹民主自由風氣能夠在臺灣獲得發展。這時他除了繼續徵詢其他人提供資料外，還逐步建立印刷、裝運和行銷等網絡。之後儘管警方多次依照《臺灣省戒嚴期間新聞紙雜誌圖書管制辦法》查禁雜誌，但是雜誌社仍然能夠繼續運作長達5年8個月；一直到1989年年底停刊為止《自由時代周刊》總共出版了302期，同時也創下被查禁和停刊次數最多的記錄。

### 批判政局
其中《自由時代周刊》多次撰文專題報導如三七事件、岩灣事件、520事件、張憲義事件等系列，批評中華民國國軍、情治機關以及蔣中正家族等政軍經各界內幕弊案，而這三者在過去則被新聞媒體視為報紙與雜誌不能碰觸的言論話題之一。其中《自由時代周刊》多次報導有關蔣中正家族部分，這包括有蔣中正的過去以及家族權力鬥爭等，並且多將種種禁忌話題列為每期雜誌的封面。這些鄭南榕批評以中國國民黨為首的政府以及國家元首的作為，使得一些官邸派與元老派人士認為他「離經叛道」，而曾經擔任行政院新聞局局長的宋楚瑜以及張京育也不滿鄭南榕的作法。而由於包括當時軍方重要元老郝柏村、中華民國國防部部長宋長志、臺灣警備總司令部總司令陳守山、以及前任中華民國國家安全局局長汪敬煦都曾經遭受《自由時代周刊》批評，這使得當時軍方與極右派人士便曾公開指責鄭南榕為「敵人」；而在宋心濂接管國家安全局以後也開始關注鄭南榕的相關動態，甚至在給情治單位的公文中將鄭南榕列入「危害對象」。
在1984年年底江南案發生後，《自由時代周刊》轉載了《蔣經國傳》並且多次公開蔣中正的歷史或者是蔣經國的病情。此外雜誌社也曾經在1987年時協助許添財出版《台灣經濟大震撼》一書，這也是當時少見批判中國國民黨其經濟政策的專論。另外在鄭南榕也曾經針對後來成立的民主進步黨有所批評，這包括當時的民主進步黨主席黃信介、祕書長張俊宏以及美麗島系等成員。不過他也曾經因撰文指稱國防部聯合後勤司令部總司令溫哈熊、中華民國陸軍軍官學校校長湯元普和退役的陸軍特種兵司令張錦錕等人涉嫌貪汙，而遭到後者向法院指控鄭南榕犯下誹謗罪。而針對誹謗罪的指控鄭南榕則會親自前往法庭出席應訊，他並曾經表示他願意為其雜誌所報導的內容負全部的責任。此外擔任《自由時代周刊》負責人的鄭南榕還曾經撰文向其他雜誌社呼籲，認為當有一家雜誌社遭到控訴時，其他支持理念的雜誌社成員應該聯合共同發表文章以表示支持，而雜誌社的負責人和編輯也應該表明態度願意保護文章的作者。

### 解除戒嚴

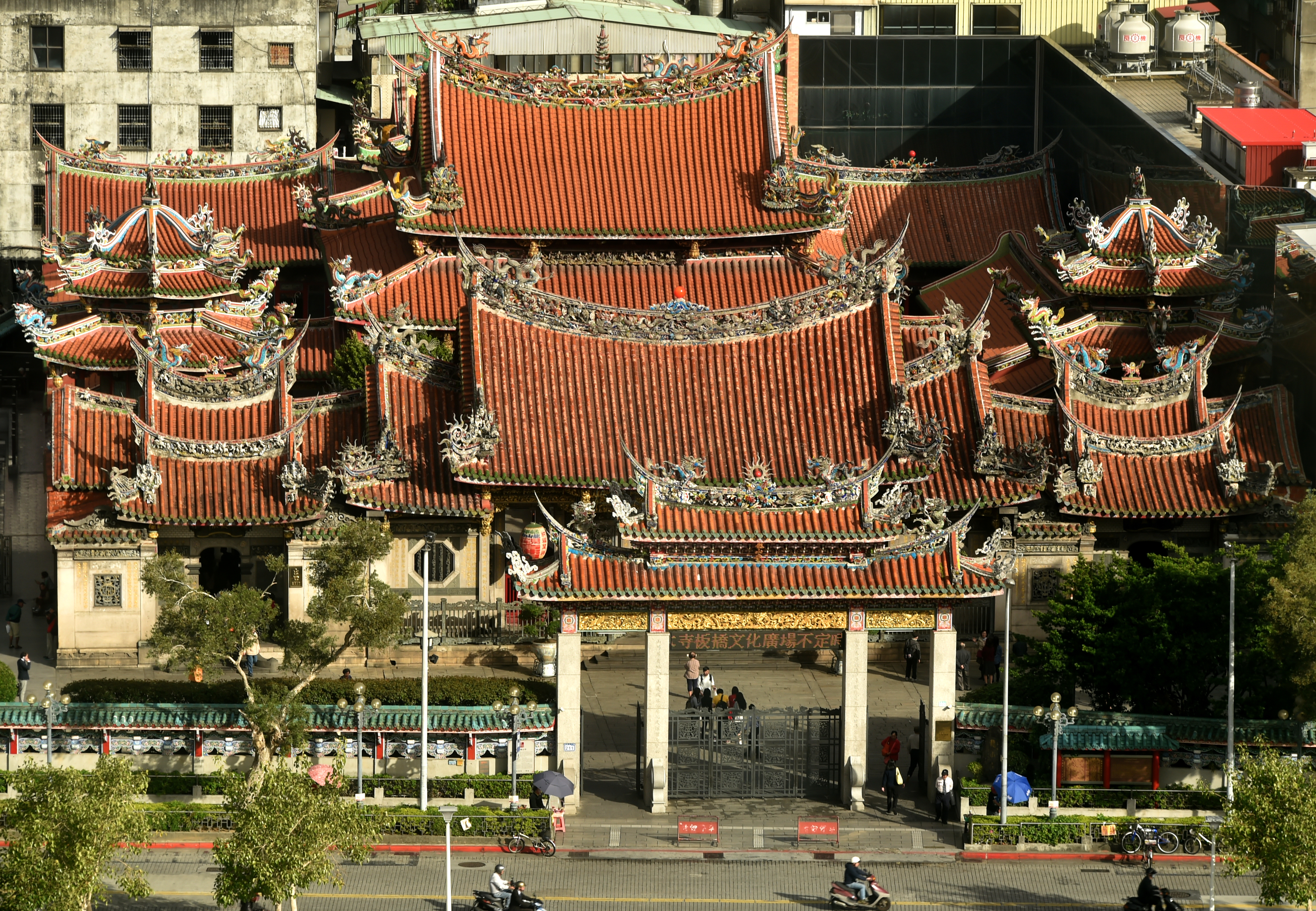
519綠色行動聚集地臺北市艋舺龍山寺

1986年時，鄭南榕則開始基於對於自由主義的信念而決定以雜誌社為基地、發起種種民主改革行動，對此他還表示「做一個『鷹派』的黨外，鷹派之道無他，永不屈服而已」。而受到當時亞洲處於民主化運動興起的影響，鄭南榕則期望能籌辦活動以突破戒嚴體制。同年2月，鄭南榕開始和江蓋世、江鵬堅等黨外運動人士策畫可能的活動。最終決定於5月19日發起主張解除戒嚴的519綠色行動，抗議中國國民黨政府在臺灣實行臺灣省戒嚴令長達36年。隨後鄭南榕開始於雜誌社討論活動進行方法，並且在每期《自由時代周刊》登上廣告宣傳。儘管當時一些人認為受到戒嚴體制的影響將僅有少數人會出面在指定時間參與活動，不過鄭南榕仍然不斷透過雜誌進行宣傳，甚至發起臺灣各地的串連活動。
5月19日，鄭南榕依照計畫以「紀念台灣戒嚴日」為由，帶領示威群眾聚集在臺北市艋舺龍山寺，包括陳水扁、謝長廷等黨外運動重要人士皆前往現場，並且成功在艋舺龍山寺聚集數百名黨外運動支持者和群眾。而面對數千名鎮暴警察以人牆包圍群眾，示威民眾則是直接靜坐抗議並且與警方對峙長達12個小時。這次事件成功得到《時代》和《新聞週刊》等國際新聞媒體的關注，開始報導臺灣黨外運動人士提出的訴求，並且為當時中華民國政府帶來一定的壓力。而當時擔任中華民國國家安全會議秘書長的汪道淵一方面指責鄭南榕「亂來」，另一方面卻又表示：「鄭南榕是不是台灣人，要不然他為什麼要反對戒嚴？」
同一年，鄭南榕還加入了在美國成立的台灣民主黨，成為當時台灣民主黨在臺灣本島的第一位黨員。不過在519綠色行動結束後，作為活動主要舉辦人的鄭南榕開始遭到警方監視。之後黨外運動人士臺北市議員張德銘控告鄭南榕違反《公職人員選舉罷免法》所提及的「意圖使人不當選」，故意在王永慶、徐鴻志和長榮海運之間進行政治協商並且藉由雜誌內容影響選舉結果。而警方則先是以皮包遺失為由將前往派出所的鄭南榕扣押住，之後以可能逃亡為由送至法務部矯正署臺北看守所關押。最後在法院未詳細調查的情況下，鄭南榕被判處需服8個月的有期徒刑。以訴訟迫害鄭南榕的張德銘於提告數月後成為民主進步黨創黨中執委。不過當時擔任鄭南榕律師的陳水扁則表示相較於警方要求鄭南榕與律師談論案情內容，鄭南榕更常發表自己對於臺灣未來發展的看法。6月2日時鄭南榕被關入法務部矯正署臺北看守所，這也是他生平第一次進入監獄；不過在其監禁時間有關《自由時代周刊》的出版仍然持續進行，而鄭南榕也在獄中日記表示：「台灣的政治問題若未解決，早出獄、晚出獄並無多大的差別，台灣只不過是一個龐大的監獄。」

### 二二八平反
由於鄭南榕的牢號為「2280」，而1987年1月24日出獄那年恰逢二二八事件40周年，這使得鄭南榕在與葉菊蘭、雜誌社員工會面後決定著手進行平反活動。當時隨著1970年代的黨外運動以及1980年代的自由化與本土化主張，臺灣民間開始出現希望平反二二八事件的意見，然而在當時二二八事件仍然是政府的禁忌話題。剛出獄的鄭南榕在認為應該透過舉辦和平紀念日的方式，才能以和平的心態彌補傷痛並且探究事件的經過。同時身為外省人後代的鄭南榕也認為由於省籍之間無法彼此和諧相處和互相信任，使得大部分外省人因而冠上二二八事件的原罪，因此應當解決二二八事件的責任歸屬並且承認相關錯誤。隨後在同年2月4日時，鄭南榕與長期關注人權議題的陳永興和李勝雄等人串連數十個海內外臺灣人團體共同組成二二八和平日促進會，並且分別由陳永興擔任會長、李勝雄擔任副會長以及鄭南榕擔任秘書長。
之後二二八和平日促進會發起「二二八真相平反運動」，並且計畫在臺灣各地舉辦遊行和集會演講。其中在2月14日於臺北市大同區日新國民小學舉辦的第一場演講活動中，正式提出希望中華民國政府公佈二二八事件的經過、平反錯誤審判和撫慰死者家屬，同時還要求興建二二八事件紀念碑和紀念館以及將2月28日訂為二二八和平紀念日。而在得知《台灣教會公報》出刊討論二二八事件但是遭到警方打壓後，鄭南榕便主動聯繫黃昭凱和林宗正，表示計畫自在臺南市舉辦第一場遊行活動。2月15日當天鄭南榕帶領群眾在高李麗珍服務處集結，之後遊行至湯德章紀念公園並且以紀念名義以避免擴大衝突。
之後二二八和平日促進會在從南到北開始舉辦遊行活動和集會演講，然而這個於臺灣各地進行的行動也時常受到警方或者鎮暴部隊的干預。其中在嘉義市時遊行隊伍受到1,500名鎮暴部隊的阻擾，而在彰化縣進行悼念活動時也被鎮暴部隊包圍阻擋長達2個小時。到了2月28日時，二二八和平日促進會結合民主進步黨中央黨部而在二二八事件爆發點附近延平北路上的永樂國小主辦「二二八和平日演講會」，並且有30,000多名民眾參與。會後則遊行到臺北市淡水河十三號水門舉行祭拜儀式，成為臺灣40年來第一次公開祭拜二二八事件死難者的活動。

### 獨立主張
1987年4月16日，鄭南榕在臺北市立金華國民中學演講時除了要求解除戒嚴外，於演講中高呼：「我叫做鄭南榕，我主張臺灣獨立！」，公開主張臺灣獨立。在當時由於仍然受到戒嚴的規定影響，使得群眾不能夠在公開場合表態支持臺灣獨立；這句話使得鄭南榕成為第一位公開在演講中表態支持臺灣獨立的人士，並且也因此為其建立了一定的名聲。而對此姚人多認為相較於當時早已認識鄭南榕的聽眾，鄭南榕此句話主要是向中國國民黨提出。之後鄭南榕在各地舉辦的演講與遊行活動中，也常常公開提到「我是一個外省囝仔，我主張台灣獨立。」同時鄭南榕也多次公開呼籲黨外人士應該組織政黨，其中早在1985年5月27日他便在《豈容千呼萬喚不組黨》的文章中表示：「本人認為黨外不是沒有能力組黨，也不是沒有群眾可以組黨。黨外不能組黨的原因只有一個：不敢組黨，怕國民黨動手抓人。」
不過儘管這時中華民國政府為因應國際輿論的壓力與黨外運動的挑戰，開始著手進行民主化改革的工作。1986年9月28日，民主進步黨正式成立並成為當時最大的反對黨，但鄭南榕只選擇與民主進步黨親近，而沒有正式加入民主進步黨。1986年10月，當時擔任中華民國總統的蔣經國宣布即將解嚴，並且開放組織政黨以及興辦報紙等限制。但是由於之後以中國國民黨為首的政府試圖制定《國家安全法》限制集會與結社自由，這讓鄭南榕在1987年5月19日時與民主進步黨合作而在國立國父紀念館舉辦遊行活動。這次抗議活動要求遵循《中華民國憲法》而取消所有戒嚴期間的限制，期間示威群眾與警方對峙長達12個小時。而在1987年8月蔡有全由於在臺灣政治受難者聯誼總會上公開主張臺灣獨立而遭到拘捕，這使得鄭南榕於9月時開始策畫蔡有全、許曹德台獨案的聲援活動。
1987年11月9日召開的民主進步黨第二屆全國黨員代表大會會場上，鄭南榕向各地代表發送主張臺灣獨立的陳隆志所撰寫的《台灣獨立的展望》一書，但在這項舉動遭到當時民進黨內的統派立委朱高正制止後，鄭南榕則上前摑朱高正耳光並說「我要為台灣人摑你一耳光」。之後鄭南榕與朱高正等人便發生暴力衝突，而鄭南榕也因為朱高正等人向其投擲杯子和椅子，導致頭部受傷流血。1988年1月13日時任中華民國總統的蔣經國逝世後，由副總統李登輝接替其職務。到了11月16日時，鄭南榕與剛出獄的黃明宗結合臺灣政治受難者聯誼總會等團體共同推動了台灣新國家運動。1988年10月時，兩人則以40天步行的方式「全島行軍」，並且在臺灣各地發起演講以及遊行活動，期望能夠藉此促使群眾關心臺灣的發展。不過鄭南榕對於解除戒嚴和平反二二八事件等禁忌話題的激進言論，使得一些黨外運動人士懷疑，甚至認為可能是要故意引起他人跟隨。

### 被控叛亂
1988年7月時，鄭南榕前往日本和美國並與在海外的臺灣獨立運動成員會面，同時取得臺灣旅日法政學者、台灣獨立建國聯盟日本本部委員許世楷所撰寫的《台灣共和國憲法草案》。由於當時儘管中華民國政府允許有關民主化的討論，但是仍然對於明確提到臺灣獨立時給予限制。對於許世楷詢問是否真的要刊登文章，作為雜誌發行人的鄭南榕則表示必須不斷前進，避免原地踏步。在回國後，鄭南榕隨即在1988年12月10日國際人權日當天，於所發行的黨外運動雜誌《自由時代周刊》第254期上刊登了《台灣共和國憲法草案》全文。但是在同年12月底，《自由時代周刊》便因為《台灣共和國憲法草案》主張分裂國土而遭到查禁；而鄭南榕也被當時偵辦內亂案專案小組指控犯下妨礙公務和妨害自由等罪刑，並且由陳耀能擔任負責此案的檢察官。
1989年1月21日，鄭南榕收到臺灣高等法院檢察署所簽發的「鄭南榕涉嫌叛亂」之法院傳票，這使得原本計畫趁著寒假帶著女兒出國的鄭南榕改變心意。對此鄭南榕無法接受因為刊登文章而被指控涉嫌叛亂，而非以過去的毀謗或者其他犯罪問題逮捕，認為這般舉動是對知識分子的最大汙辱。在1月27日時鄭南榕表示由於不滿涉嫌叛亂的指控，因此將行使抵抗權而不會出庭應訊，以抗議政府對於臺灣獨立運動的言論自由掌控。同時鄭南榕還表示司法機關必須到雜誌社才能將其拘捕並送至法庭，他自己將會堅持反抗而抵死不從。據稱鄭南榕在自囚於雜誌社期間曾經留下遺書，在他死後出版的『自由時代』之台灣建國烈士鄭南榕紀念專刊上以「獨立是台灣唯一的活路」為題被發表，其中有以下的記載：
| “        | 國民黨不能逮捕到我，只能夠抓到我的屍體。台灣人與從中國來的人們之間有難於解決的遺恨。但是，無論如何此遺恨非化解不可。若不建立台灣國，台灣無法達成真正的民主化。台灣須以一個獨立國家獲得世界各國的承認。必須依據公民投票決定台灣的獨立。 | ” |
| ——鄭南榕 | |   |

## 逝世

### 開始自囚

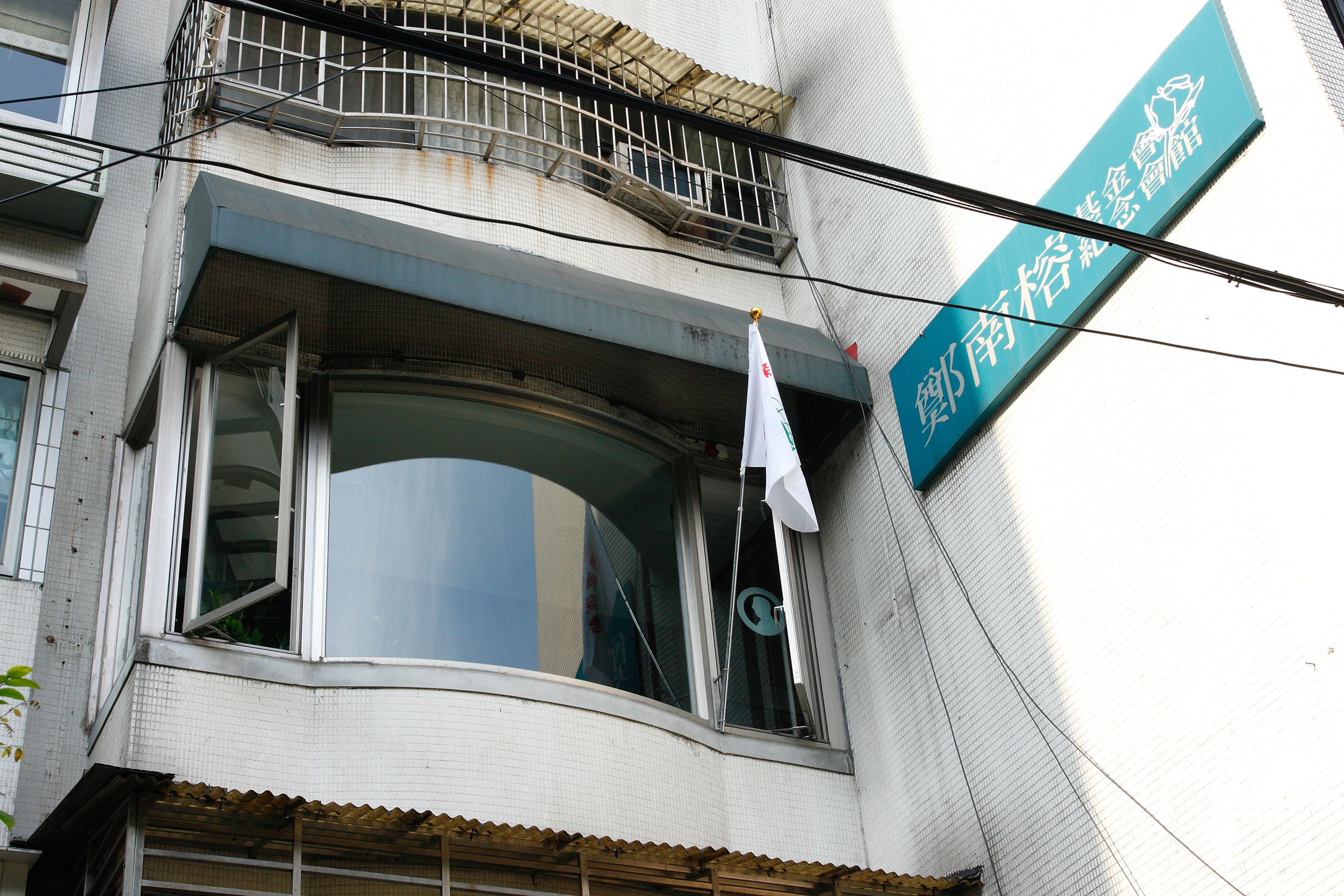
今日的鄭南榕紀念館位於時代雜誌社原址

自1989年1月27日開始，鄭南榕宣布將自己關在位於臺北市民權東路的時代雜誌社內自囚。其中鄭南榕買了一張軍用的行軍床後開始於雜誌社生活，藉此讓檢調單位無法以有逃亡嫌疑逮捕鄭南榕。同時鄭南榕也開始雇用工人在雜誌社辦公室內外安裝防禦工事，這包括同時加裝鐵窗和網子以阻擋催淚彈的攻擊，並且為雜誌社門口以及樓梯另外加裝鐵門以阻擋警方逮捕速度，另外還準備有防禦攻堅的木劍、探照燈以及發電機等設備。與此同時，許多來自各地的義工也輪流駐守在雜誌社，一方面防範軍警發起攻堅行動強行逮捕鄭南榕，另外一方面也希望能阻止鄭南榕因為司法單位拘提而自焚。
其中計畫在警方強制攻堅後採取自焚手段的鄭南榕，在總編輯室桌下擺放了3桶汽油、並且用膠帶黏著1只打火機。但這時一部分人認為鄭南榕的承諾並不會真的實現，甚至還會願意幫助鄭南榕購買汽油等用具。而儘管知道鄭南榕個性的葉菊蘭因為不敢勸說鄭南榕，而曾經在瞞著鄭南榕的情況下拜託陳永興、黃明宗、李勝雄、盧修一、田孟淑等人，希望這些親友能夠讓鄭南榕打消自焚的念頭。但是鄭南榕並沒有因此放棄想法，除了認為自己的死亡將能夠促成臺灣社會進步外；甚至他還認為臺灣人應當仿效過去韓國學生運動而讓人知道願意付出生命，並且還要求雜誌社的成員閱覽1970年代的《韓國學生運動史》。最後葉菊蘭只能夠為總編輯室多打2把總編輯辦公室鑰匙，並且向雜誌社的志工表示不要讓鄭南榕在警方拘捕時真的關在房間內。
而在1月27日鄭南榕並沒有出庭之後，法院再度傳訊鄭南榕，但是後者仍然拒絕出庭。警方此時則在雜誌社外觀察長達71天後，並且安排將雜誌社樓上的房間作為臨時指揮所。儘管情治人員對於雜誌社並無進一步舉動，但是鄭南榕仍繼續待在辦公室並且沒有計畫在農曆春年時回去。這使得鄭南榕的弟弟只好把父母接至雜誌社，連同鄭南榕一家三口直接在該處圍爐以過年。之後儘管已經得知鄭南榕可能採取自焚的激進作為，首席檢察官陳涵仍然決定採取強制拘提的攻堅手段，並且由負責檢察官陳耀能在4月4日簽發於4月8日截止的拘捕票。

### 自焚身亡
1989年4月7日上午7:30分，在臺北市政府警察局中山分局分局長王郡以及刑事組組長侯友宜召集相關人員進行值勤前教育，而當時雜誌社內除了鄭南榕一家外還有4名雜誌社員工與5名志工熬夜留宿。其中已經獲得雜誌社辦公室現場圖的警方部署了刑事組組員、消防隊以及霹靂小組前往雜誌社，總共約有200人參與了這次拘捕行動。警方還安排了2組成員在雜誌社附近蒐證，另外還有一組蒐證小組則是隨同拘提組人員行動，而法務部調查局也派人前往現場蒐集情報。到了8:55分時，調查局人員開始同時播打雜誌社的電話表示要訂閱長期雜誌，希望藉此癱瘓電話線路以避免之後雜誌社向支持群眾求援。不過在這之前當時擔任雜誌社總務主任的邱美緣發現中山分局的2部警車於大廈附近後，便立刻向鄭南榕通報警方可能要進行逮捕行動。
之後警方分成兩路行進分別從電梯和樓梯前往三樓雜誌社，期間雜誌社志工陳元芬在從雜誌社離去時於一樓樓梯間遭遇警方，並且馬上被控制行動。但是兩組人馬在撞開門並衝至三樓後，第一時間因為樓梯間加裝一道鐵門而無法入內，在中山分局民權二派出所主管張奇文宣讀拘票內容，第1次沒有回應，不料當第2次大聲宣讀拘票內容的時候，屋裏突然丟出兩顆汽油彈，一顆朝他與王彭，一顆朝另外擠滿了消防隊員的樓梯口，當時站在樓梯口的消防大隊分隊長莫懷祖，臉部立刻嚴重灼傷，另外隊員許志誠、徐源進也因為灼傷嚴重，送醫急救。大火一下子竄了起來，濃煙密佈，張奇文嚴重嗆傷，並吸入過多的一氧化碳，頭暈送醫，離開了現場。兩顆汽油彈，造成17名警消受傷，尤其莫懷祖臉部嚴重灼傷，復健面具戴了好多年，直到今日，臉上傷痕仍可見。
而這時鄭南榕則叫醒了當時仍然待在雜誌社4名員工、4名志工和女兒鄭竹梅，並且要求所有成員立刻離開雜誌社。但是在混亂之際有志工向鐵門潑灑汽油以阻止警方破壞大門，但是警方並沒有因而停止切割鐵門的行動，最後乙炔切割噴發的火花立刻造成樓梯間起火。面對雜誌社的人員可能因而無法逃離房間，一方面包括鄭南榕、鄭肇基、林慧茹和其他雜誌社員工開始以棉被、水桶試圖撲滅門口的火勢，另外一方面則尋找其他出口並且打開窗戶以維持空氣流通。
而這時鄭南榕則趁著雜誌社員工撲滅火勢之際，進入總編輯室內並且將房間反鎖，引燃預先準備的汽油桶自焚身亡，終年41歲。其中眾人在過一陣子後才想到鄭南榕，鄭南榕的弟弟鄭肇基在發現總編輯室已經遭到反鎖後，隨即以葉菊蘭提供的備用鑰匙打開房間，並且確認房間已經因為自焚而燃起大火。也由於鄭南榕自焚引發氣爆，造成火勢到了上午10點才撲滅。警方攻堅的消息在快速傳開後，立刻引起包括顏錦福、盧修一和田孟淑等鄰近反對派人士立刻前往雜誌社關切。之後鄭肇基、陳慶華以及蔡敏卿先是由消防人員從窗口送抵地面，消防人員隨後也從資料室陽臺上救出了林乾義、邱美緣、鄭竹梅、廖國禎等人。

### 後續發展

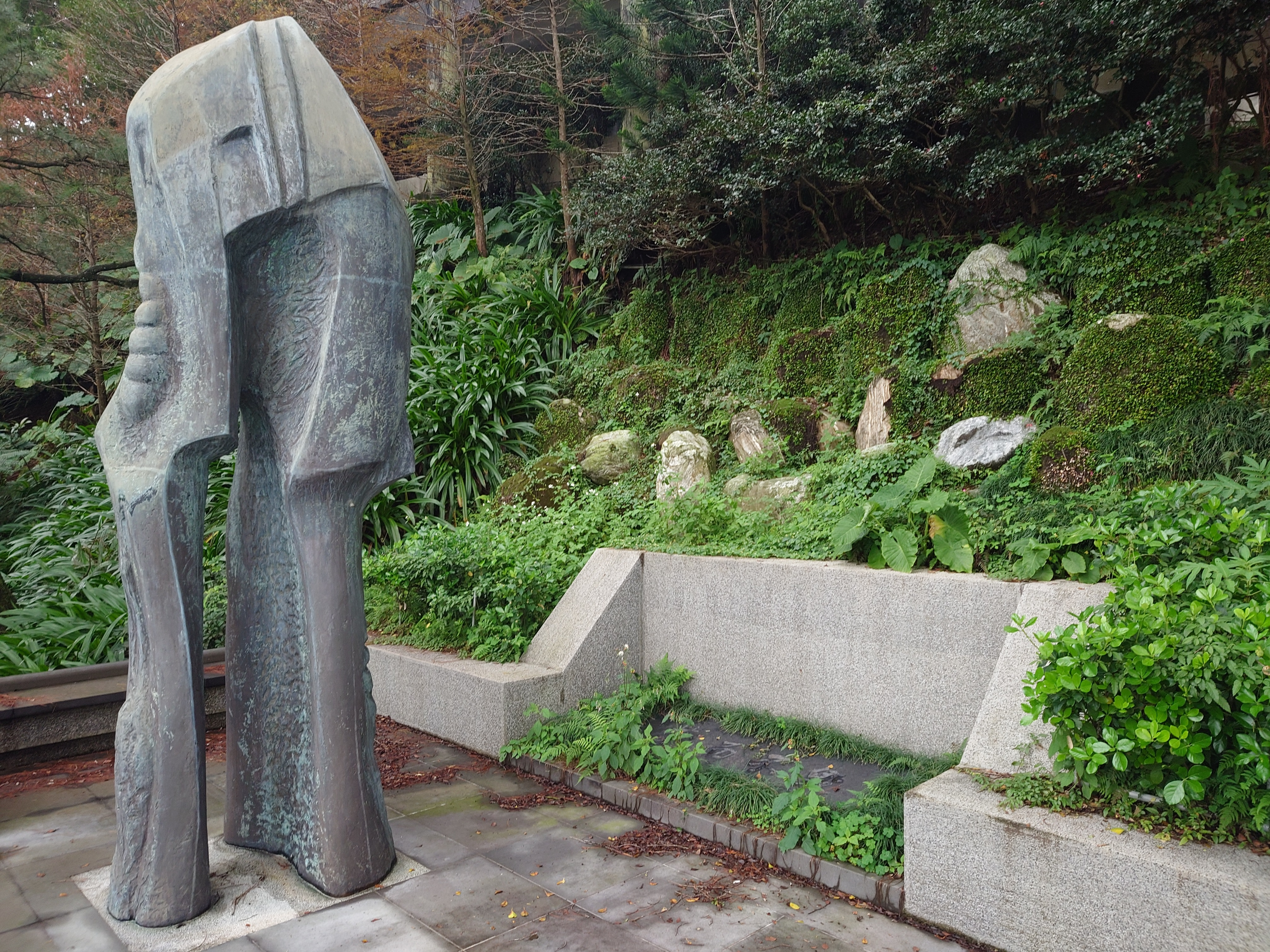
位於金寶山景觀墓園的自由之翼紀念墓園

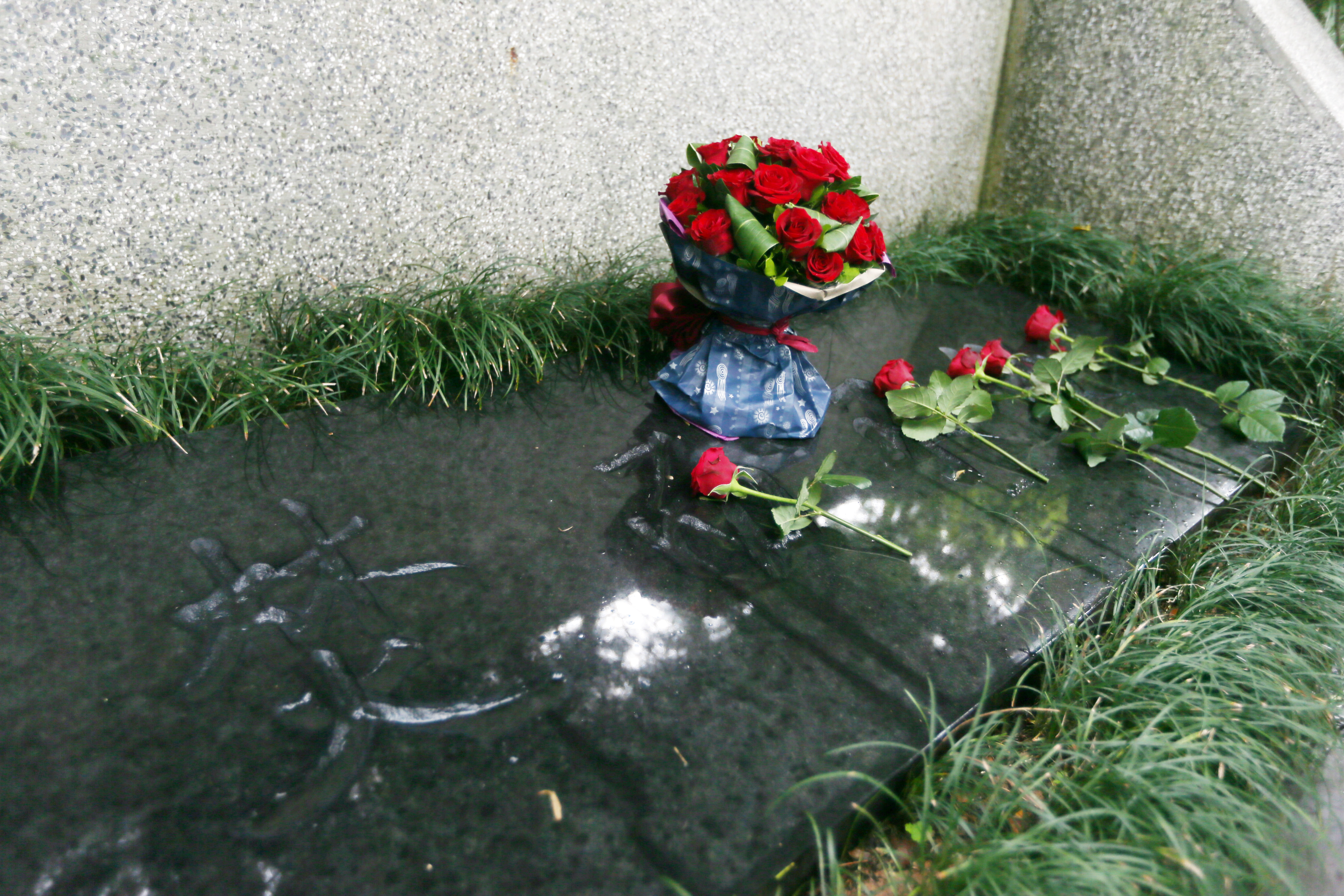
自由之翼墓園的鄭南榕墓碑，刻有「焚而不毀」

上午9時15分左右，仍然在東海廣告公司上班的葉菊蘭接到鄭南榕的母親告知說雜誌社著火的消息，這時葉菊蘭已經知道鄭南榕可能已經喪生。隨後警方封鎖了自焚現場並且準備交由檢察官調查，而在獲知此事的葉菊蘭趕回雜誌社現場後確認死者身分。到了晚上10時警方準備撤離現場時一度與包圍大廈的民眾對峙，在被下令不能與民眾有所衝突的情況下警方一直到凌晨2時30分時群眾逐漸離去後才撤離現場。鄭南榕逝世的消息很快便傳至臺灣各地，臺灣各地陸陸續續有民眾為其設立簡易靈堂供人祭拜和紀念。同時鄭南榕的親友也於士林廢河道搭建靈堂供人悼念，而為了避免衝突使得情治單位只在附近蒐證，而沒有進一步舉動。
1989年5月19日時則舉辦了鄭南榕的入殮和告別式，其中有上萬民眾前往位於士林廢河道的靈堂致哀。之後出殯隊伍則開始發展成為遊行活動，並且按照計畫準備前往總統府前。在這期間警方並沒有積極阻撓，同時也沒有逮捕參與告別式、當時被列為黑名單的持不同政見者陳婉真。但是出殯隊伍到了凱達格蘭大道時則與已經拉起滾地龍的警方對峙，同時也陸陸續續有民眾嘗試越過鐵絲網進入封鎖區表達不滿。但之後曾經一同於雜誌社工作、同樣支持臺灣民主與獨立運動的民主進步黨基層黨工詹益樺則身上披著「生為台灣人、死為台灣魂」的布條，撲向蛇籠鐵絲網後以事先預藏的汽油點火自焚身亡。之後葉菊蘭則放棄原本的東海廣告公司工作，決定加入民主進步黨而開始從事政治活動，並且同樣主張台灣獨立以及言論自由。
由於這時臺灣剛解除戒嚴不久，鄭南榕自焚身亡成為後來許多改革開放的動力。其中葉菊蘭以遺孀身分投入1989年立法委員選舉並且提出了「孩子，陪我打一場母親的聖戰！」作為口號，成功高票當選了當時臺北市南區的增額立法委員，之後還連任了第二屆、第三屆與第四屆立法委員。與此同時民主進步黨30多位成員也成立的新國家連線，呼應鄭南榕過去的主張而明確提出應當要成立新的國家，最終贏得170萬票、總共20席立法委員的席次。另外一方面，後來於1990年就任第八任中華民國總統的李登輝持續推動修法以促進思想自由、言論自由、新聞自由和學術自由，並且下令釋放張學良、孫立人等過去遭政治軟禁人士。同時野百合學運等社會運動的發起，也進一步促使政府推動廢除《動員戡亂時期臨時條款》、制定《中華民國憲法增修條文》以及全面改選國會。1992年立法院修正中華民國刑法第一百條以保障各種表達自由，到了1993年時完全開放廣播頻率和有線電視。
鄭南榕之妻葉菊蘭在立法委員任內強力監督於隔年上任的郝柏村內閣，曾經指控郝柏村刻意排除文人出身的中華民國國防部長陳履安，而在行政院召集參謀總長至軍團司令等高級將領進行軍事會議，破壞原本中華民國的軍政體制，進而侵犯了中華民國總統的統帥權。另外葉菊蘭還多次揭發政府官員的貪腐作為，例如在1991年7月5日時便以書面方式質詢中山高速公路汐止五股段高架橋拓寬工程第十八標案，進而引發中國國民黨內部鬥爭。同時她也努力推動有關釋放政治犯、平反二二八事件及取消黑名單等事宜，並且積極要求政府解決教育、雛妓和婦女等弱勢團體之問題，這也讓她多次被社會運動團體評鑑為優良立法委員。2000年民主進步黨執政並且成立陳水扁政府後，葉菊蘭先後受邀擔任交通部部長、客家委員會主任委員、行政院副院長以及國民大會主席團主席等重要職位。
在2005年7月至2006年12月期間，葉菊蘭接受行政院的命令接替陳其邁擔任代理高雄市市長一職，成為中華民國首位女性直轄市市長。在任內葉菊蘭重整市政府團隊並且提交高雄捷運外勞弊案的報告，並且提出將高雄市建設成為「海洋首都」的願景。之後葉菊蘭並未參加民主進步黨第四屆高雄市長初選，並且擔任了高雄市市長候選人陳菊的競選總部主任委員。而她也一度被視為可能參加2008年中華民國總統選舉並且和作為總統候選人的謝長廷組成搭檔之人選，對此葉菊蘭也表示對於這一說法「當仁不讓」。不過最後謝長廷選擇了前行政院院長蘇貞昌擔任副總統候選人，之後葉菊蘭則受邀擔任競選總幹事。在這期間擔任中華民國總統的陳水扁則邀請葉菊蘭擔任懸缺已久的總統府秘書長，這也使得她成為第一位女性客籍總統府秘書長。

## 家庭

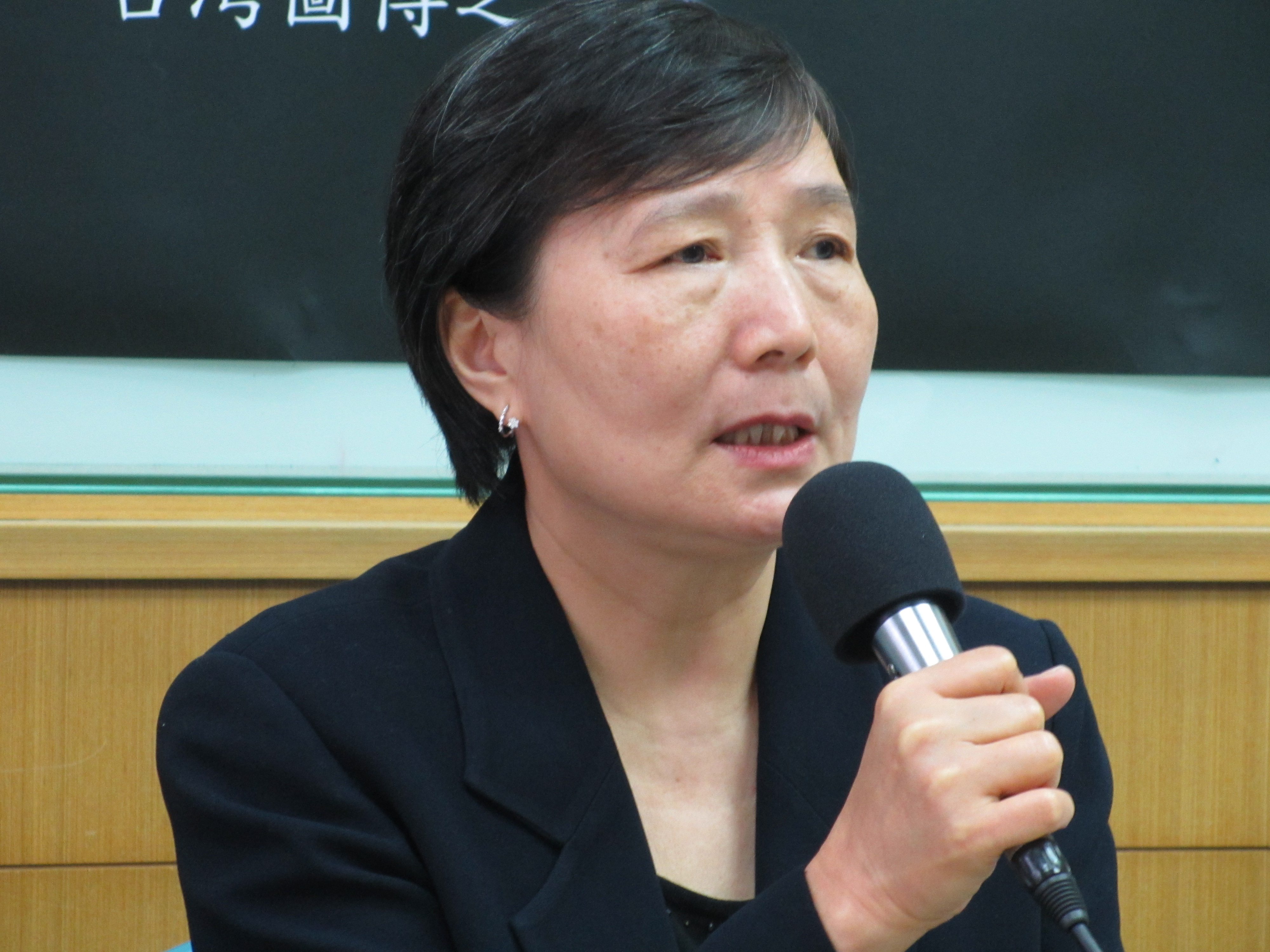
鄭南榕之妻葉菊蘭

1980年，葉菊蘭與鄭南榕生下女兒鄭竹梅。1989年鄭南榕自焚身亡時，當時女兒鄭竹梅僅有9歲。2009年時，由於鄭竹梅在臺南市定居使得葉菊蘭將其戶籍也遷至臺南市，不過這一度引起有關參選首任臺南直轄市市長的揣測。

## 影響

### 自焚說法

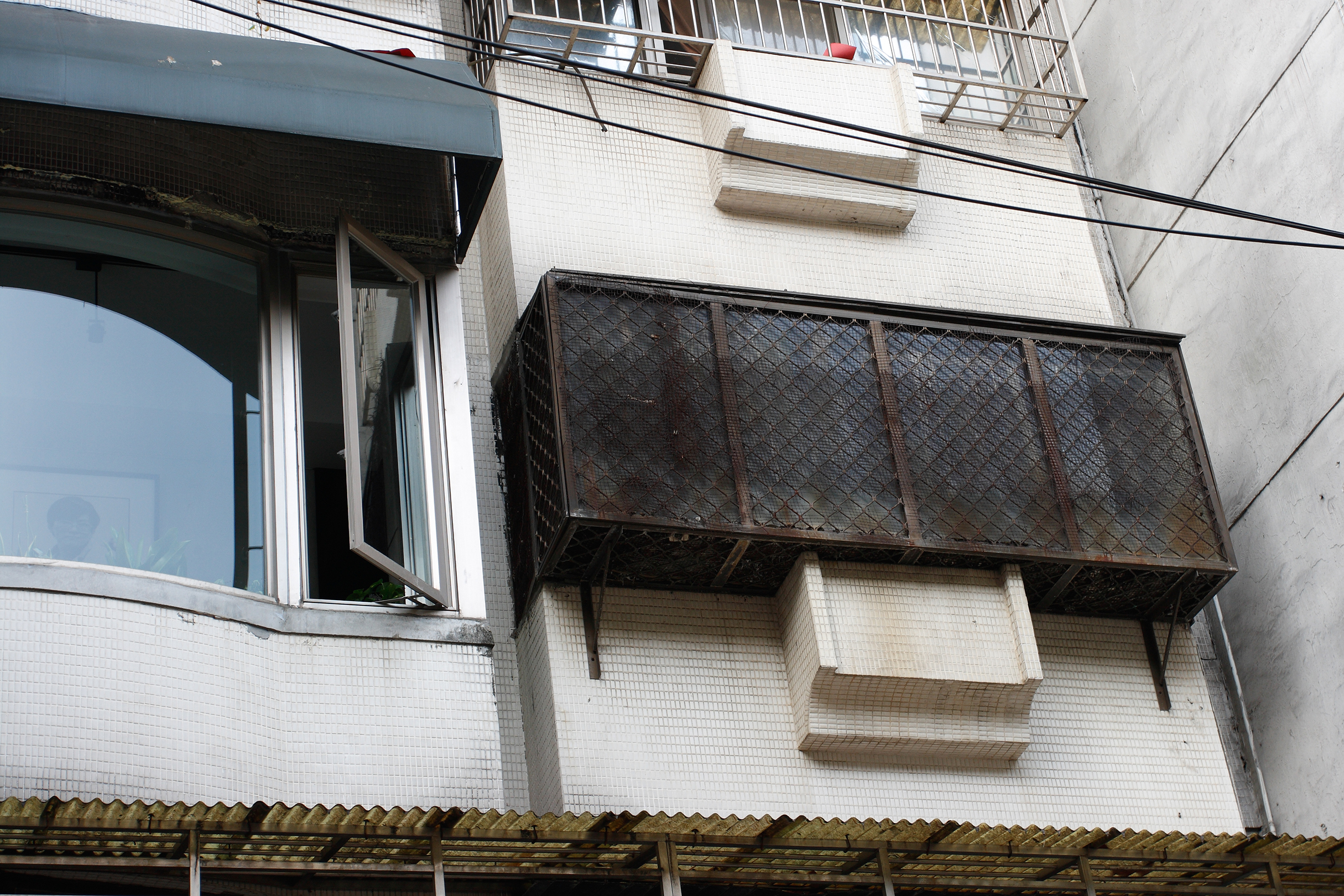
因為自焚而燻黑的雜誌社鐵窗

鄭南榕自焚時中華民國政府在政策上處於民主與獨裁之間，也因此葉菊蘭在記者會上呼籲新聞媒體公正報導鄭南榕自焚事件。儘管在政府主導下仍然發生數起壓制反對派的情況，但是也逐漸放寬相關的管制措施。這次事件獲得許多臺灣新聞媒體的廣泛報導但是並沒有將其作為重要新聞看待，而在第一時間許多媒體受到中國國民黨的影響仍然主要以「叛亂」、「投擲汽油彈」的角度報導，試圖塑造這件事情為一起意外或者是鄭南榕試圖攻擊警方。例如當天下午《聯合晚報》便報導：「鄭南榕在引燃汽油彈後，似已呈瘋狂狀態，除向警方攻擊外，也對當時在場的時代雜誌其他同仁攻擊……」而參與拘捕行動的刑事巡官鄧巽昇在接受採訪時也公開表示「面對一位未知數的狂徒，直叫人膽寒」，另外擔任立法委員的趙少康更表示認為社會應該對於自焚行為給予譴責。
之後媒體才開始對於以「自焚」作為主要的報導內容，甚至質疑警方故意縱火燒死鄭南榕或者藉由放火的方式焚燒證據。不過曾在現場採訪過的《中華日報》記者范立達，在其2003年部落格上提到雜誌社裡確實有使用汽油彈攻擊警方，隨即引來現場混亂而導致包含警察與消防人員在內有多人因而受傷；同時他也提到當時法務部調查局便已經派人掌握有關雜誌社的密切訊息，並且當時研判鄭南榕可能會自焚，但是認為並不一定真的會施行。而李敖在電視節目《李敖有話說》時同樣也提到類似說法，並且表示：「在警察衝上來的時候，他丟出了汽油彈要拒捕，把現場搞的混亂，房子就著火了。」

### 評價
鄭南榕之死往往被中國國民黨視為最後一次嘗試壓制言論自由的作為，而包括許世楷和姚嘉文等鄭南榕友人則表示鄭南榕自焚是「台灣政治運動的分水嶺」。同時一些評論將鄭南榕自焚視為臺灣民主運動的殉教做法，其中時任民主進步黨主席蘇貞昌便在「鄭南榕殉道24週年紀念會」上表示鄭南榕藉由殉道精神和具體行動來爭取言論自由。而施明德的妻子陳嘉君則對於鄭南榕的作為是為了其他人而犧牲自己的生命、同時也沒有傷害到其他人，因此鄭南榕的行為「屬於全臺灣、全人類」。同時她也認為鄭南榕自焚促使得野百合學運願意反抗政府獨裁作為，而這也是值得學習的重要精神。
而時任國立清華大學社會學研究所助理教授姚人多則對於鄭南榕評論說：「鄭南榕的道德標準是一致的：不管是誰違背他的標準，他的批判絕對不會留情。他的標準，說穿了，就是民主的標準，就是台獨的標準，就是一個宣稱要推動『台灣新國家運動』的政黨所應具備最起碼之標準。」另外建國廣場負責人傅雲欽則批評民主進步黨只強調鄭南榕對於爭取言論自由與政治民主的貢獻，並且在評論鄭南榕時認為：「眾所週知，鄭南榕追求言論自由、政治民主，也追求台灣獨立。追求言論自由、政治民主，鄭南榕只是跟隨先賢的腳步而已，他不是先行者；但是在嚴刑峻法之下公然主張台灣要獨立，他是第一人。追求台灣獨立，才是鄭南榕的特色。……鄭南榕不只是『言論自由的鬥士』、『民主的鬥士』，也是『台獨的鬥士』。」
不過也有一些人質疑或者批評鄭南榕的自焚必要性，並且認為之後中華民國便會逐步改善民主和自由等權益。其中曾經擔任中華民國總統的李登輝於2013年4月11日時表示認為鄭南榕的自焚作為是其個人行為，並不願意對於鄭南榕的思想與作法有所評論，但他也提到：「（鄭南榕）真的需要用到那種方法（自焚）來？我不知道。」而國立成功大學歷史系教授王文霞則表示就處理人生困境來看並不贊成以激進方式處理問題，並且提到：「在追求自己理念的過程裡面，任何一個生命生存的時代會面臨很多的挑戰跟困難，可是我們在面臨生命的困難，我們不能克服的時候，就以死來解決問題，這種方式其實是一種暴力的方式。」

### 紀念

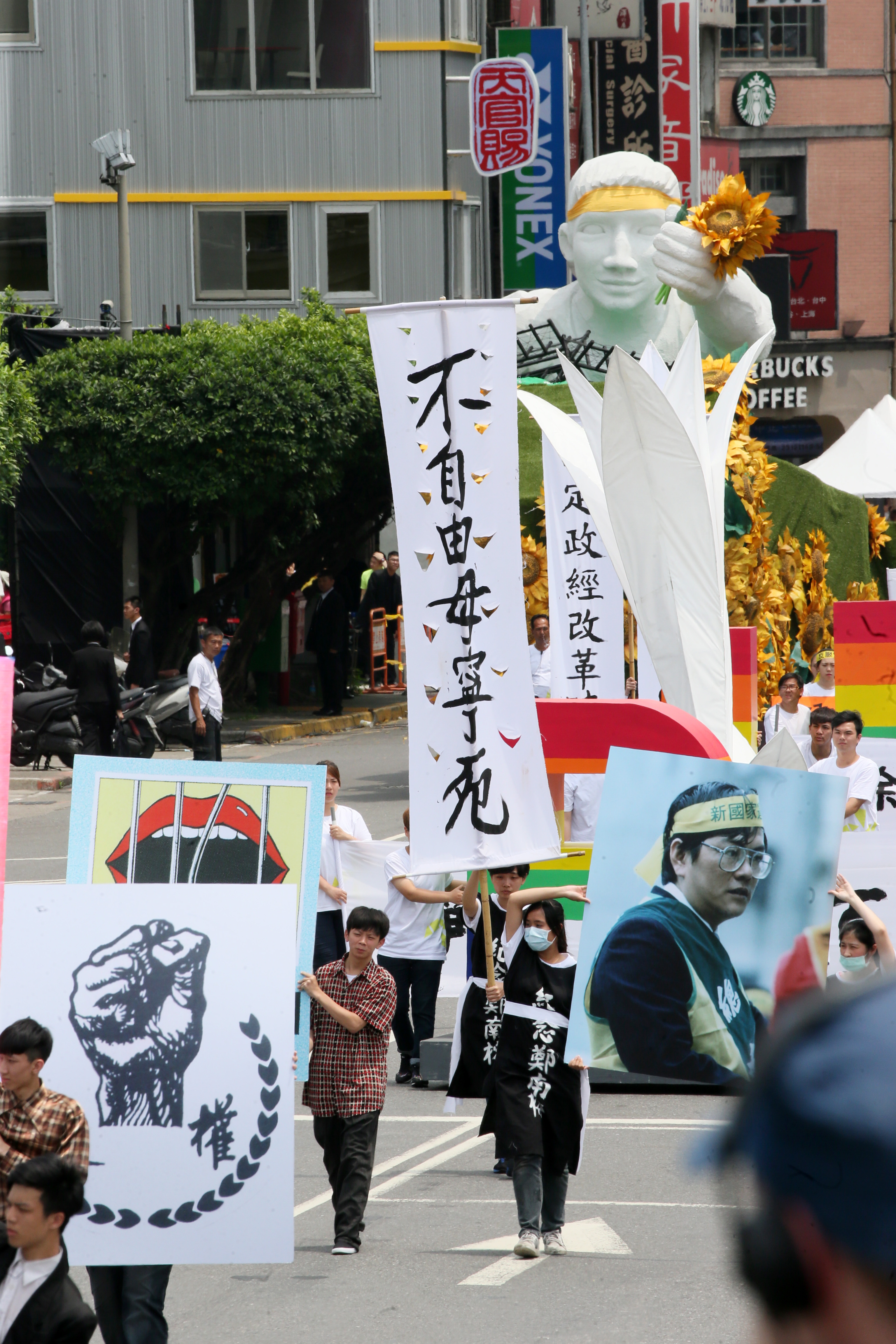
2016年總統副總統就職典禮鄭南榕肖像經過總統府

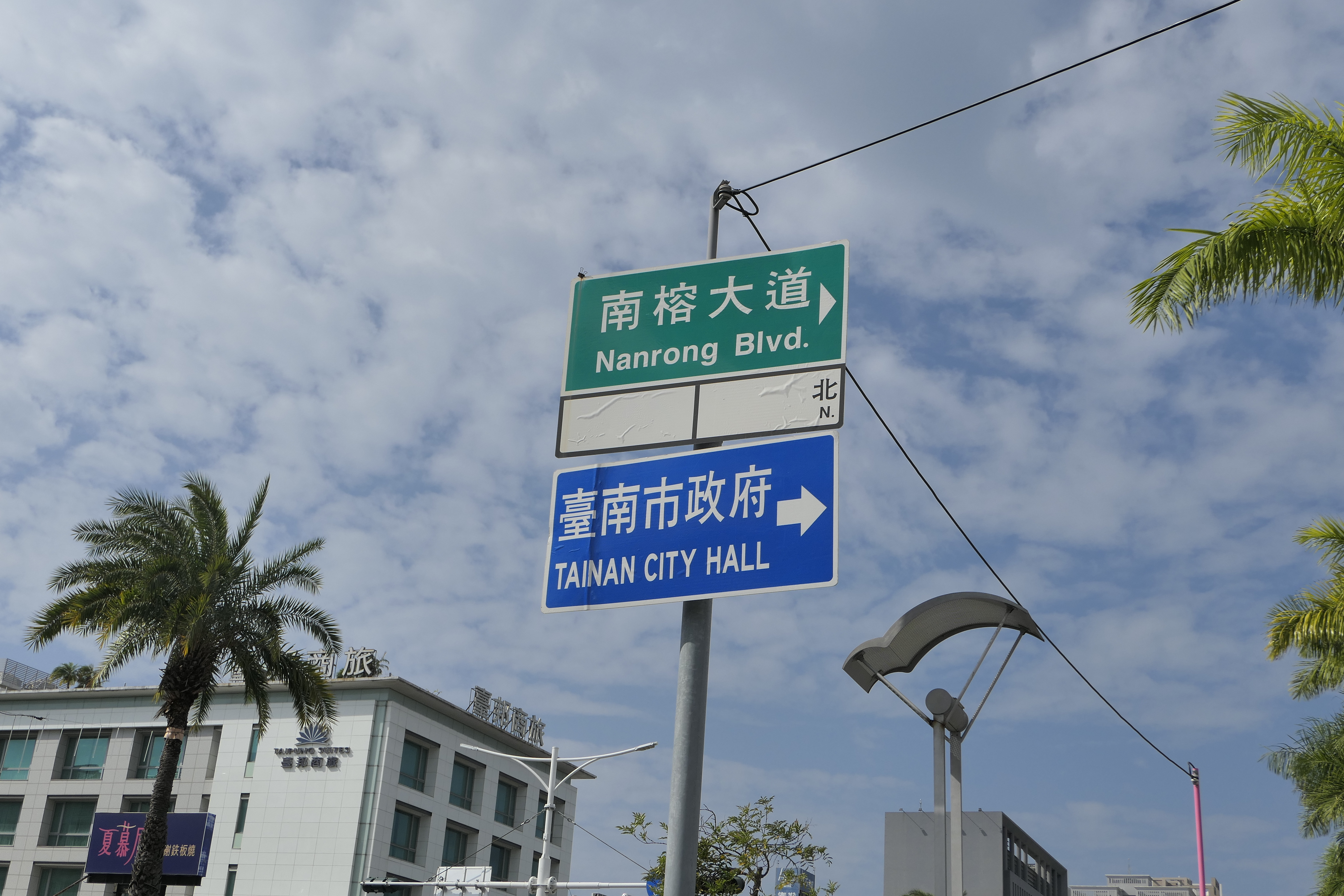
臺南市政府永華市政中心前的南榕大道路標

1999年4月6日，葉菊蘭捐出在臺北市的雜誌社房產和捐款於自焚原址成立了鄭南榕紀念館以及鄭南榕基金會，並且安排展示鄭南榕的手稿、遺物以及《自由時代雜誌》等作為紀念。而在2009年時鄭南榕的女兒鄭竹梅在經過陳雲林事件後，重新思考其父親為言論自由以及爭取臺灣獨立的精神並且開始著手為鄭南榕著書，而在2009年4月時鄭南榕基金會出版了《好國好民：鄭南榕逝世二十周年紀念特刊》。另外音樂製作人張睿銓在他的專輯《創世記》所收錄的歌曲《囡仔》中則提到了「鄭南榕為言論自由點起的那把火還未燒完」，對此張睿銓表示希望透過音樂能讓更多人知認識鄭南榕。
2007年4月4日時，民主進步黨中央常務委員會通過廢除4月5日為「蔣公逝世紀念日」的決議，而時任民主進步黨主席的游錫堃表示計畫廢除蔣公誕辰紀念日和蔣公逝世紀念日，並且要求擔任行政院院長的蘇貞昌盡快將鄭南榕自焚的4月7日訂為「言論自由日」。2009年4月6日，民進黨主席蔡英文在參加於二二八和平紀念公園舉辦的鄭南榕紀念活動時，提到民主進步黨立法院黨團將於隔天提案把4月7日訂為國定的言論自由日。到了2012年時，臺南市長賴清德宣布將4月7日訂為臺南市的言論自由日以紀念鄭南榕的精神。而在2013年時，包括高雄市、宜蘭縣、雲林縣、嘉義縣、屏東縣也響應跟進而宣布將4月7日列為該縣市的言論自由日。2016年12月22日，行政院宣布每年4月7日為言論自由日，以紀念鄭南榕的自焚。
鄭南榕的住家剛好與臺北市立中山國民中學的後門隔一條巷子。為了紀念鄭南榕，這條巷子在鄭南榕基金會的爭取下，和2012年3月在民進黨籍臺北市議員顏聖冠發起跨黨派連署提案後，獲得臺北市政府市政會議認定對於爭取言論自由以及臺灣民主發展有所貢獻並同意通過，命名為自由巷。2012年8月21日時由葉菊蘭和臺北市長郝龍斌共同主持揭牌儀式，另外臺北市議會副議長周柏雅以及民進黨籍立委姚文智等人也出席。之後鄭南榕基金會則表示將繼續爭取將紀念館列入「國家文化資產」，希望能夠藉此保留國家民主化與社會自由化的共同象徵。
2013年，國立成功大學舉行校內學生投票而決定將新廣場命名為南榕廣場。不過之後於2014年1月15日時校務會議以名稱具有政治意涵為由決定取消廣場命名，同時當時會議也由於出現爭議性言論而引起外界批評。2014年4月，臺南市政府宣布將安平區永華市政中心前方的東哲街與西科街合併改名為「南榕大道」。

## 著作
- 鄭南榕編：《台灣爲什麼要獨立？》，收錄在《自由時代系列叢書》。

## 相關作品

### 書籍
- 李敏勇著、劉耿一繪：《自由星火：鄭南榕殉道20週年紀念詩集》（台北：玉山社，2009）
- 鄭南榕基金會策劃、宋隆泉、邱萬興等攝影：《剩下就是你們的事了：行動思想家鄭南榕》（台北：書林，2013）
- 阿雞GLOJ：《白色恐怖有聲書》（阿雞GLOJ&非黑即白，2015）[75]
- 鄭南榕基金會主編：《百分百自由教戰手冊》（桃園：逗點文創結社，2016）

### 音樂
- 邱晨詞／曲、邱垂貞演唱：〈南國大榕樹〉
- 張睿銓：〈囡仔〉，收錄於《創世記》（2006）
- 盤古樂團：〈鳳凰〉，收錄於《少年》（2008）
- 阿雞GLOJ:〈白色恐怖〉(2012) [76]
- 閃靈樂團：〈火薰時代〉，收錄於《武德》（2013）
- 濁水溪公社：〈南榕的遺言〉，收錄於《鄉土·人民·勃魯斯》（2014）
- 阿雞GLOJ:〈白色的窗〉，收錄於《白色恐怖》(2015) [77]
- 大支:〈Nylon〉feat. 葉菊蘭，收錄於《硬》(2016)
- 珂拉琪：〈這該死的拘執佮愛〉（2019）
- 拍謝少年：〈時代看顧正義的人〉feat.柯仁堅，收錄於《歹勢好勢》（2021）
- 秋瀾九十九：〈南榕Nylon〉，收錄於《後生》（2023）

### 紀錄片
- 莊益增、顏蘭權：《牽阮的手》（2010）

## 外部連結
- （繁體中文） 鄭南榕基金會 （页面存档备份，存于）
- （繁體中文） 鄭南榕－Facebook粉絲專頁 （页面存档备份，存于）